# Testy integracyjne
Testy integracyjne – jeden z etapów testowania oprogramowania, wykonywany w celu wykrycia defektów w interfejsach i interakcjach pomiędzy modułami lub systemami.
Testy integracyjne są przeprowadzane w celu oceny zgodności systemu lub komponentu z określonymi wymaganiami funkcjonalnymi.
Występują po testach jednostkowych, jednakże przed testami walidacyjnymi. Współczesne aplikacje składają się przeważnie z wielu współpracujących systemów, należy więc sprawdzić czy komunikacja pomiędzy nimi nie jest zakłócona.
Testy integracyjne wykorzystują moduły przetestowane jednostkowo, grupując je w większe agregaty. Kolejnym etapem jest zastosowanie testów zdefiniowanych dla tych agregatów w planie testów integracji. Efektem testów jest zintegrowany system gotowy na testy systemowe.

## Podejścia
Wyróżnia się kilka najpopularniejszych testów integracyjnych: top-down (od góry do dołu), bottom-up, Big Bang i mieszane (ang. sandwich). Inne schematy integracji to: integracja współpracy, integracja szkieletu, integracja warstw, integracja klient-serwer, integracja usług rozproszonych i integracja wysokiej częstotliwości.
W podejściu typu Big Bang większość opracowanych modułów jest łączonych ze sobą, tworząc kompletny system oprogramowania lub większą część systemu, który jest następnie wykorzystywany do testowania integracji. Metoda ta pozwala na efektywne wykorzystywanie czasu w procesie testowania integracji. Jednakże jeśli jednak przypadki testowe i ich wyniki nie zostaną poprawnie zarejestrowane, cały proces integracji będzie bardziej skomplikowany i może uniemożliwić zespołowi testującemu osiągnięcie celu testowania integracji. Testowanie systemu jako całość powoduje, że błędy występujące w interfejsach komponentów wykrywane są w bardzo późnej fazie procesu testowego. Trudno również określić przyczynę występowania błędu oraz miejsce jego występowania. Testowanie za pomocą Big Bang niesie spore ryzyko niewykrycia krytycznych błędów, które mogą ujawnić się dopiero w wersji produkcyjnej systemu. Trudno upewnić się, czy wszystkie przypadki z poziomu testów integracyjnych są pokryte testami.
Testowanie bottom-up jest podejściem do zintegrowanego testowania, w którym najpierw testowane są komponenty najniższego poziomu, a następnie są wykorzystywane do ułatwienia testowania komponentów wyższego poziomu. Proces powtarza się, dopóki komponenty najwyższego poziomu nie zostaną przetestowane. Wszystkie dolne lub niskopoziomowe moduły, procedury lub funkcje są integrowane, a następnie testowane. Analogiczne integracje i testowanie przechodzą wszystkie poziomy systemu. Podejście bottom-up jest efektywne tylko wtedy, gdy wszystkie lub większość modułów tego samego poziomu jest gotowa. Zaletą tego podejścia jest możliwość określenia poziomów opracowania oprogramowania oraz łatwość raportowania postępu testów w formie wartości procentowej.
Podejście top-down jest podejściem do zintegrowanego testowania, w którym najpierw testowane są komponenty najwyższego poziomu. Następnie gałąź poszczególnych modułów jest testowana krok po kroku aż do najniższego poziomu.
Testowanie mieszane (ang. sandwich – kanapkowe) to podejście łączące testowanie bottom-up z podejściem top-down. Jednym z ograniczeń tego typu testów jest warunek określenia ich w specyfikacji testów integracyjnych. Testy te skupiają się na potwierdzeniu działania określonych funkcjonalności projektu. Elementy, które nie zostały zaplanowane do przetestowania na ogół nie zostaną przetestowane przy wykorzystaniu tego podejścia.